# Боус, Кристофер
Кристофер Александр Боус (англ. Christopher Alexander Bowes, родился 23 июня 1984 в Грейвзенде) — британский певец и музыкант-мультиинструменталист, фронтмен шотландской метал-группы Alestorm. Параллельно выступает в группах «Splen», «Perth», «Fröstskög», «The Flamin' Guffs» и «The Foetals». В 2012 году основал собственный проект «Gloryhammer», в составе которого записал четыре альбома. В 2020 году объявил о создании коллектива «Wizardthrone», выпустив в его составе один альбом.

## Оборудование
- Клавитара Roland AX-7
- Музыкальная рабочая станция Korg TR-Rack
- Система MIDIjet Pro

## Дискография

### Alestorm
- Captain Morgan's Revenge (2008)
- Black Sails at Midnight (2009)
- Back Through Time (2011)
- Sunset on the Golden Age (2014)
- No Grave But the Sea (2017)
- Curse of the Crystal Coconut (2020)

### Splen
- Alternative Goaps
- Richard and Judy Hath Fallen Over Twice
- Splendiferous
- Fat People are Sometimes Greedy
- Songs for Children to Sing

### Gloryhammer
- «Tales from the Kingdom of Fife» (2013)
- «Space 1992» (2015)
- «Legends From Beyond the Galactic Terrorvortex» (2019)
- «Return to the Kingdom of Fife» (2023)